# Краснополье (Николаевская область)
Краснополье (укр. Краснопілля) — село в Березанском районе Николаевской области Украины.
Население по переписи 2001 года составляло 1083 человек. Почтовый индекс — 57434. Телефонный код — 5153. Занимает площадь 5,678 км².

## История
Католическое село Блюменфельд, основано в 1862 году, немцами переселенцами из либентальских и кучурганских колоний (Францфельд, Эльзас, Кандель, Зельц, Страсбург). Католические приходы Ландау, Зульц, Блюменфельд (с 1890). В 1900 году построена церковь. Основа хозяйства виноградарство и мельницы. В селе имелись кооперативная лавка, школа-семилетка. В марте 1944 г. жители выселены в Вартегау.
В 1946 году указом ПВС УССР село Блюменфельд переименовано в Краснополье.
В 1947 году села Ново-Кирьяковка и Краснополье объединены в один населённый пункт — село Краснополье.

## Местный совет
57434, Николаевская обл., Березанский р-н, с. Краснополье, ул. Школьная, 1